# 레퀴엠 (베르디)
레퀴엠은 주세페 베르디가 작곡한 4명의 솔리스트, 이중 합창단 및 오케스트라를 위한 가톨릭 장례 미사이다. 베르디가 존경했던 알레산드로 만초니를 기리기 위해 작곡되었다. 1874년 5월 22일 밀라노의 산 마르코 교회에서 열린 첫 공연은 만조니 사망 1주년을 기념하는 것이었다.
1868년 조아키노 로시니가 사망한 후, 베르디는 다수의 이탈리아 작곡가들이 로시니를 기리는 레퀴엠을 공동 작업할 것을 제안했다. 그는 마지막 악장인 "Libera me"를 제출함으로써 노력을 시작했다. 다음 해에 베르디와 그 당시 다른 12명의 유명한 이탈리아 작곡가들에 의해 작곡되었다.
그러나 초연을 9일 앞둔 11월 4일 조직위원회는 이를 포기했다. 베르디는 이것에 대해 예정된 지휘자를 비난했다. 그는 실제로 지휘자가 조직위원회의 일원이 아니었고 베르디를 지원하기 위해 최선을 다했지만 Mariani가 프로젝트에 대한 열정이 부족하다는 점을 지적했다. 이 에피소드는 그들의 우정이 끝나는 시작을 의미했다.
1873년 5월 22일, 베르디가 성인 시절 내내 존경했고 1868년에 만났던 이탈리아 작가이자 인문주의자인 알레산드로 만초니가 사망했다. 그의 죽음을 듣고 베르디는 만조니를 위해 레퀴엠을 완성하기로 결심했다. 이번에는 전적으로 자신이 쓴 곡이다. 베르디는 6월 파리로 여행을 떠났고 그곳에서 레퀴엠 작업을 시작하여 오늘날 우리가 알고 있는 형식을 갖추게 되었다. 여기에는 원래 작곡된 "Libera me"의 개정판이 포함되어 있다.

## 구성
- 1. Requiem
  - Introit (chorus)
  - Kyrie (soloists, chorus)
- 2. Dies irae
  - Dies irae (chorus)
  - Tuba mirum (chorus)
  - Mors stupebit (bass)
  - Liber scriptus (mezzo-soprano, chorus – chorus only in original version)
  - Quid sum miser (soprano, mezzo-soprano, tenor)
  - Rex tremendae (soloists, chorus)
  - Recordare (soprano, mezzo-soprano)
  - Ingemisco (tenor)
  - Confutatis maledictis (bass, chorus)
  - Lacrymosa (soloists, chorus)
- 3. Offertory
  - Domine Jesu Christe (soloists)
  - Hostias (soloists)
- 4. Sanctus (double chorus)
- 5. Agnus Dei (soprano, mezzo-soprano, chorus)
- 6. Lux aeterna (mezzo-soprano, tenor, bass)
- 7. Libera me (soprano, chorus)
  - Libera me
  - Dies irae
  - Requiem aeternam
  - Libera me

## 음악
작품 전반에 걸쳐 베르디는 오페라에서와 마찬가지로 격렬한 리듬, 숭고한 멜로디, 극적인 대비를 사용하여 가사가 불러일으키는 강력한 감정을 표현한다. 라틴 장례식의 전통적인 순서를 소개하는 무서운(그리고 즉시 알아볼 수 있는) "Dies irae"가 전체적으로 반복된다. 트럼펫이 무대를 둘러싸고 "Tuba mirum"에서 심판을 촉구하고, "Rex tremendae"의 거의 억압적인 분위기는 엄청난 위엄의 왕 앞에서 무가치하다는 느낌을 만들어낸다. 그러나 잘 알려진 테너 솔로 "Ingemisco "는 주님의 자비를 구하는 죄인에게 희망을 발산한다.
"Sanctus"(이중 합창을 위해 작곡된 복잡한 8성 푸가 )는 "주의 이름으로 오시는 분"을 알리는 장엄한 팡파르로 시작된다. 마지막으로 베르디의 가장 오래된 레퀴엠 음악인 "Libera me"가 중단된다. 여기서 소프라노는 “주님, 저를 영원한 죽음에서 구해 주소서”라고 간청한다. ...주께서 불로 세상을 심판하러 오실 때이다."
레퀴엠이 작곡될 당시 여성 가수들은 가톨릭 교회의 의식(레퀴엠 미사 등)에서 공연하는 것이 허용되지 않았다. 그러나 베르디는 처음부터 작품에 여성 성악가를 활용하려고 했다. 레퀴엠 프로젝트를 제안하는 공개 서한에서 베르디는 다음과 같이 썼다. "만약 내가 교황 비오 9세 — 은총 속에 있다면 — 그에게 허락해 달라고 간청할 것이다. — 이번 한 번만 — 이 음악의 연주에 여성이 참여해야 하지만, 나는 그렇지 않기 때문에 이 법령을 받는 데 더 적합한 다른 사람에게 넘어갈 것이다." 베르디가 단독으로 레퀴엠을 작곡할 당시에는 솔리스트 4명 중 2명이 소프라노였고, 합창에는 여성 성부가 포함됐다. 이로 인해 이탈리아에서 작품의 수용이 느려졌을 수 있다.
초연 당시 레퀴엠은 종교적 주제에 비해 스타일이 너무 오페라적이라는 비판을 받았다. Gundula Kreuzer에 따르면, "대부분의 비평가들은 종교적 텍스트(모든 음악적 의미 포함)와 Verdi의 설정 사이의 분열을 인식했다." 어떤 사람들은 이 작품을 "교회 예복을 입은 오페라"로 부정적으로 보거나 종교 작품으로 보았지만 "모호한 음악 의상"을 입은 작품으로 여겼다. 대부분의 비평가들은 음악이 "극적"이라는 데 동의했지만 일부는 텍스트를 그러한 방식으로 처리하는 것이 적절하거나 적어도 허용 가능하다고 느꼈다. 음악의 질에 관해서는 이 작품이 "유창한 발명, 아름다운 음향 효과, 매력적인 목소리 작곡"을 보여준다는 데 비평적 합의가 이루어졌다. 연속 5도 사용과 같은 음악 효과에 대한 표준 작곡 규칙을 위반하려는 베르디의 의지에 대해 비평가들은 칭찬과 비난으로 나뉘었다.

## 편성
목관악기 : 플루트 3개(3번째 더블링 피콜로 ), 오보에 2개, 클라리넷 2개, 바순 4개
금관 : 호른 4개, 트럼펫 8개(무대 밖에서 4개), 트롬본 3개, 오피클라이드
타악기 : 팀파니, 베이스 드럼
현 : 바이올린 I, II, 비올라, 첼로, 더블베이스 .